# The Underdog/El subestimado
The Underdog/El Subestimado es el segundo álbum de estudio del cantante puertorriqueño Tego Calderón. Fue publicado el 29 de agosto de 2006 a través de Jiggiri Records y Atlantic Records. Durante una conferencia de prensa, Tego declaró que ha decidido no utilizar mucho reguetón y centrarse más en el hip-hop, además de aspectos híbridos con blues y salsa.
El álbum contiene 23 canciones, con varios interludios e invitados atípicos, como los cantantes Oscar d'León o Buju Banton; mientras que la producción estuvo a cargo de Major League en vez del dúo Luny Tunes, quienes sólo grabaron y produjeron «Cuando baila reggaetón». En una entrevista de 2009, Calderón considera a este álbum como su favorito.

## Concepto
A mediados de 2005, Tego firmó con el sello americano Atlantic Records para el lanzamiento de un álbum de estudio, inicialmente con fecha para octubre del mismo año. En varias ruedas de conferencia durante su gira por Estados Unidos mencionó que aún es considerado un underdog por varios colegas y críticos. Originalmente se especuló colaboraciones con Luiggi Texidor, el grupo cubano Anónimo Consejo, y con Eddie Dee. Es este último quién terminó participando en el álbum, específicamente en la canción «Payaso», la cual incluye a Julio Voltio, sobre una base de hip hop.

## Producción
En una entrevista con Shock, Tego explica que estuvo a cargo de la percusión en todo el álbum. Canciones en específico, como «Llévatelo todo» describe que la percusión de timbales, bongo y conga fue realizado íntegramente por él. La colaboración «Llora, llora» con Oscar D'León originalmente sólo iba a tener un sample de «Llorarás», pero al momento de hablar por la autoría original, el cantante venezolano se interesó en la propuesta y dio forma al dueto.
«Yo no hago solamente reggaetón. Siempre se me encasilla en ese género, porque está de moda y aunque no me molesta, me parece claro que estoy yendo mucho más allá, por lo que me gustaría que algún día la gente me dé el título de músico. A veces, cuando te dicen ‘rapero’ o ‘reggaetonero’, sientes que te están menospreciando».
— Tego Calderón para Houston Chronicle (2006).

## Promoción
Un mixtape fue lanzado a la calle con el álbum para hacerle promoción. El mixtape incluye canciones que no lograron el corte final para el álbum y canciones por el nuevo artista de su discográfica, Chyno Nyno. Una edición exclusiva de este álbum con la discográfica Atlantic Records, fue dirigida sólo a Japón que incluía la canción «Tu comprenderás».
La canción «Slo Mo'» fue incluida en la película Illegal Tender.

### Sencillos
- El primer sencillo del álbum fue «Los maté», fue publicado en junio de 2006. En la canción, hay un sample de «El preso número 9», interpretado por Chavela Vargas.[11] El video musical fue grabado en una casa de madera ubicada en el barrio de Cataño, mientras la dirección a cargo de Kacho López presenta una crítica social entre extremos: opulencia y pobreza.[12] Fue inspirado por su viaje a Sierra Leona, acompañado por López como fotógrafo, donde observaron las precarias situaciones del lugar y prácticas de diamantes de sangre.[13]

- El segundo sencillo del álbum, «Chillin'» junto a Don Omar, es una canción de reggae descrita por Calderón al tener vibras similares a «Don't Worry, Be Happy» sobre vivir la vida más positiva.[14] Un vídeo musical fue dirigido por Scott Franklin en Kingston, capital de Jamaica.[15]

## Recepción
The Underdog/El subestimado recibió abundantes críticas, muchas de ellas positivas. Logró una nominación como mejor álbum alternativo/rock latino en los Premios Grammy de 2007. En el día de la premiación, perdió ante Amar es combatir de Maná.
El álbum vendió 21,000 unidades en su primera semana debutando número 43 en Billboard 200.El álbum ha vendido 85,000 copias en 2007 según un artículo de Billboard .

## Lista de canciones
| N.º      | Título                                           | Productor(es)                      | Duración |  |
| 1.       | «¿Cómo me llamo yo?»                             | Echo · Diesel                      | 2:28     |  |
| 2.       | «Los maté»                                       | Naldo · Nesty                      | 2:55     |  |
| 3.       | «Mardi Gras»                                     | Danny Fornaris                     | 3:43     |  |
| 4.       | «Slo Mo'»                                        | Major League                       | 3:39     |  |
| 5.       | «Pon la cara»                                    | Nesty                              | 2:57     |  |
| 6.       | «Payaso» (Interludio)                            | Echo · Diesel                      | 1:28     |  |
| 7.       | «Payaso» (con Eddie Dee y Voltio)                | Salaam Remi                        | 4:37     |  |
| 8.       | «Comprenderás»                                   | DJ Joe                             | 2:41     |  |
| 9.       | «Llora, llora» (con Oscar d'León)                | DJ Nelson                          | 3:31     |  |
| 10.      | «Chillin'» (con Don Omar)                        | Major League                       | 3:17     |  |
| 11.      | «Veo, veo»                                       | Echo · Diesel                      | 3:58     |  |
| 12.      | «Oh Dios»                                        | DJ Nelson                          | 3:56     |  |
| 13.      | «Extremidades»                                   | DJ Nelson                          | 3:08     |  |
| 14.      | «Son dos alas» (Interludio 2)                    | Alfredo 'Punta de Lanza' Hernández | 0:35     |  |
| 15.      | «Chango blanco»                                  | Erick Figueroa                     | 5:13     |  |
| 16.      | «A mi papá»                                      | Major League                       | 3:26     |  |
| 17.      | «Cuando baila reguetón» (con Yandel)             | Luny Tunes · Tainy                 | 3:06     |  |
| 18.      | «Bureo, bureo»                                   | Echo · Diesel                      | 2:46     |  |
| 19.      | «Por qué» (Interludio 3)                         | Tego Calderón · Bataklán           | 1:19     |  |
| 20.      | «Llévatelo todo»                                 | Tego Calderón                      | 2:26     |  |
| 21.      | «Bad Man» (con Buju Banton)                      | Troyton Rami                       | 3:25     |  |
| 22.      | «Mil cosas»                                      | Cookee                             | 3:18     |  |
| 23.      | «Llegó el Chynyn (Bonus Track)» (con Chyno Nyno) | Major League                       | 4:11     |  |
| 01:11:18 |                                                  |                                    |          |  |

| Exclusive CD |                               |                    |          |  |
| N.º          | Título                        | Productor(es)      | Duración |  |
| 1.           | «T-T-T-Tego»                  | Naldo · Nesty      | 2:50     |  |
| 2.           | «Tu comprenderás»             | DJ Joe             | 4:04     |  |
| 3.           | «Ven mamita»                  | DJ Joe             | 3:27     |  |
| 4.           | «Vámonos del club» (con Zion) | Luny Tunes · Tainy | 3:20     |  |
| 13:41        |                               |                    |          |  |

Notas
- «¿Cómo me llamo yo?» contiene un sample de «Boranda», interpretado por La Sonora Ponceña.
- «Los maté» contiene un sample de «El preso número 9», interpretado por Chavela Vargas.
- «Payaso» contiene un sample de «Watermelon Man», compuesto e interpretado por Herbie Hancock.
- «Llora, llora» contiene una interpolación de «Llorarás», interpretado por Oscar d'León.
- «Chillin'» contiene un sample de «Sooner Or Later», interpretado por Jimmy Cliff.
- «A mi papá» contiene un sample de «Tomorrow (A Better You, Better Me)», compuesto e interpretado por The Brothers Johnson.

## Créditos y personal
- Tego Calderón – Artista principal, A&R, composición, producción, productor ejecutivo.
- Chris Atenas – Mezcla en Sterling Sound.
- Gaby Acevedo – Management.
- Veronica Albericci – Mercadotecnia.
- Kenya Calderón – Coordinación del proyecto.
- Carlos Pérez de Elastic People – Dirección creativa, diseño.
- Raúl Justiniano – Diseño gráfico.
- Blasius Erlinger – Fotografía.

## Posicionamiento en listas
| Listas (2006)                        | Máxima posición |
| ------------------------------------ | --------------- |
| Estados Unidos (Billboard 200)       | 43              |
| Estados Unidos (Latin Rhythm Albums) | 1               |
| Estados Unidos (Top Latin Albums)    | 2               |
| Estados Unidos (Top Rap Albums)      | 10              |

| Lista (2006)                         | Posición |
| ------------------------------------ | -------- |
| Estados Unidos (Latin Rhythm Albums) | 15       |
| Estados Unidos (Top Latin Albums)    | 55       |

### Sucesión y posicionamiento
| Predecesor: King of Kings de Don Omar | U.S. Billboard Latin Rhythm Albums — Álbum N.º. 1 16 de septiembre de 2006 - 29 de septiembre de 2006 | Sucesor: N.O.R.E. y la familia... ya tu sabe de N.O.R.E. |